# Калаур Іван Романович
Іва́н Рома́нович Калау́р (нар. 4 липня 1968, м. Підгайці, Тернопільська область, УРСР) — український юрист, доктор юридичних наук, професор, завідувач кафедри цивільного права і процесу юридичного факультету Тернопільського національного економічного університету, Заслужений юрист України.
Народний депутат України 9-го скликання.

## Життєпис
Р. І. Калаур народився 4 липня 1968 року у місті Підгайці Тернопільської області. У 1985 році закінчив Підгаєцьку середню школу, у цьому ж році вступив до Тернопільського педагогічного інституту на фізико-математичний факультет. З 1987 по 1989 рік перебував на службі у Збройних силах СРСР. З вересня 1989 року продовжив навчання у Тернопільському педагогічному інституті. З серпня 1992 р. працював на посаді старшого лаборанта кафедри фізики і методики викладання фізики Тернопільського державного педагогічного університету. У 1996 році вступив на навчання до Львівського національного університету імені Івана Франка на спеціальний правничий факультет (заочна форма навчання), який закінчив у 2000 р. У цьому ж році вступив в аспірантуру Прикарпатського університету імені Василя Стефаника, яку закінчив у 2003 р. 2004 року захистив дисертацію на здобуття наукового ступеня кандидат юридичних наук. З листопада 2003 року по вересень 2005 року працював асистентом кафедри історії України Тернопільського національного педагогічного університету. З вересня 2005 року по серпень 2006 р. працював на посаді доцента кафедри цивільного і трудового права Тернопільського державного економічного університету. З вересня 2006 р. по січень 2007 року працював на посаді завідувача кафедри загально-правових дисциплін Галицького коледжу імені В'ячеслава Чорновола. З січня 2007 року по серпень 2008 року працював на посаді завідувача кафедри цивільного права і процесу Тернопільського національного економічного університету. З серпня 2008 року по 2015 року працював на посаді доцента кафедри цивільного права і процесу Тернопільського національного економічного університету. У 2015 році захистив дисертацію на здобуття наукового ступеня доктора юридичних наук. З 2015 року — завідувач кафедри цивільного права і процесу Тернопільського національного економічного університету. Є автором більш ніж 100 наукових праць, учасник Всеукраїнських та Міжнародних конференцій.
З нагоди дня юриста у 2018 році за вагомий особистий внесок у розбудову правової держави, забезпечення захисту конституційних прав і свобод громадян, багаторічну плідну працю та високий професіоналізм Калауру Івану Романовичу було надано почесне звання «Заслужений юрист України».
Член Всеукраїнської громадської організації «Асоціація цивілістів України», Громадської організації «Ліга професорів права, докторів юридичних наук та докторів філософії у сфері права» і професійної організації «Національна асоціація адвокатів України».

### Політична діяльність
Кандидат у народні депутати від партії «Слуга народу» на парламентських виборах 2019 р., № 132 у списку. Безпартійний.
Член Комітету Верховної Ради з питань правової політики (з 5 грудня 2019 року).

## Наукова кар'єра
Кандидат юридичних наук (2004), тема дисертації «Цивільно-правовий договір як підстава виникнення права власності юридичної особи».
Доктор юридичних наук (2015), тема дисертації «Договірні зобов'язання про передання майна у користування в цивільному праві України».

## Науковий доробок
Автор більше 100 наукових праць, учасник Всеукраїнських та Міжнародних конференцій.

### Статті
- Kalaur, I. Normative and Individual Regulator in the Mechanism of Regulation of Legal Relations under Transfer of Property in Use [Text] / Ivan Kalaur, Nataliia Fedorchenko // Transformations in Business & Economics. — 2018. — Vol. 17. — № 1(43). — Р. 38-49.
- Legal Consciousness of Young People as a Prerequisite of Social Environment [Text] / N. V. Fedorchenko, I. R. Kalaur, V. V. Liubarets // Наука і освіта. — 2017. — № 12. — С. 120—127.
- Legal Regulation of Obligations on Service Delivery in the Context of the Development of Ukraine's Economy [Text] / Ivan Kalaur, Nataliia Fedorchenko // Journal Transition Studies Review. — 2017. — Vol 24. — № 1. — Р. 71-85.
- Гуменюк, О. В. Секретний заповіт та його особливості [Текст] / О. В. Гуменюк, І. Р. Калаур // Правова система України в умовах європейської інтеграції: погляд студентської молоді: зб. тез доп. XIII Всеукр. студ. конф. [Тернопіль, 8 квіт. 2016 р.]. — Тернопіль: Вектор, 2016. — С. 144—147.
- Дмитрусь, О. А. Окремі проблеми деліктної цивільно-правової відповідальності [Текст] / О. А. Дмитрусь, І. Р. Калаур // Правова система України в умовах європейської інтеграції: погляд студентської молоді: зб. тез доп. XIII Всеукр. студ. конф. [Тернопіль, 8 квіт. 2016 р.]. — Тернопіль: Вектор, 2016. — С. 149—152.
- До питання про найм (оренду) майнових прав [Текст] / І. Р. Калаур // Актуальні проблеми приватного права: матеріали наук.-практ. конф. [Харків, 14 лют. 2018 р.]. — Харків: Право, 2018. — С. 85-87.
- Калаур, И. Р. Отдельные вопросы унификации правового режима отношений временного пользования имуществом [Текст] / И. Р. Калаур // LegeasiViata. — 2014. — Noiembrie. — С. 43-48.
- Калаур, И. Р. Правовая природа прав нанимателя в контексте гражданского законодательства Украины и науке гражданского права [Текст] / И. Р. Калаур // Legea si Viata. — 2014. — August. — С. 69-73.
- Калаур, І. Відмова від договору найму та його розірвання як способи захисту прав наймача [Текст] / І. Калаур // Науковий вісник Ужгородського національного університету. Сер. Право. — 2014. — Т. 3, ч. 2. — Вип. 29. — С. 37-40.
- Калаур, І. Договір найму (оренди) житла як підстава виникнення зобов'язання про передачу майна в користування [Текст] / Іван Калаур // Актуальні проблеми вдосконалення чинного законодавства України: зб. наук. статей. — Івано-Франківськ: Прикарпатський національний університет ім. В. Стефаника, 2012. — Вип. 28. — С. 125—133.
- Калаур, І. Історія становлення та розвитку договору найму [Текст] / Іван Калаур // Актуальні проблеми правознавства. — 2016. — Вип. 4(8). — С. 51-56.
- Калаур, І. Межі та обмеження прав учасників господарських товариств на розподіл прибутку організації та отримання його частини [Текст] / І. Калаур // Проблеми охорони прав суб'єктів корпоративних правовідносин: матеріали Міжнар. наук.-практ. конф. [Івано-Франківськ, 23-24 верес. 2011 р.]. — Івано-Франківськ: Прикарпатський нац. ун-т ім. Василя Стефаника, 2012. — С. 70-74.
- Калаур, І. Нормативно-правова складова механізму правового регулювання відносин найму (оренди) [Текст] / І. Калаур // Evropsky politicky a pravni diskurz. — 2015. — Vol. 2, Iss. 3. — С. 250—254.
- Калаур, І. Окремі аспекти застосування правових наслідків нікчемних і оспорюваних договорів [Текст] / І. Калаур // Підприємництво, господарство і право. — 2003. — № 12. — С. 48-51.
- Калаур, І. Окремі питання виконання договірних зобов'язань з передання майна у користування [Текст] / І. Калаур // Цивільне законодавство: система, міжгалузеві зв'язки, шляхи вдосконалення: матеріали Міжнар. цивілістичн. форуму [Київ, 25-26 квіт. 2013 р.]. — К. : ТОВ Білоцерківдрук, 2014. — С. 177—178.
- Калаур, І. Окремі питання участі юридичних осіб публічного права у відносинах оренди [Текст] / І. Калаур // Юридичні особи публічного права: участь у цивільному обороті: матеріали Міжнар. наук.-практ. конф. [Київ, 8 листоп. 2016 р.]. — К. : ТОВ Білоцерківдрук, 2016. — С. 77-79.
- Калаур, І. Основні завдання на шляху реформування державної системи правової охорони інтелектуальної власності в Україні [Текст] / І. Калаур // Право України. — 2016. — № 11. — С. 101—105.
- Калаур, І. Р. Види майнових корпоративних прав та правові механізми їх здійснення [Текст] / І. Р. Калаур // Університетські наукові записки. — 2011. — № 1(37). — С. 100—104.
- Калаур, І. Р. Відмова від договору найму та його розірвання як способи захисту прав наймача [Текст] / І. Р. Калаур // Науковий вісник Ужгородського національного університету. Сер. Право. — 2014. — Т. 3, ч. 2, вип. 29. — С. 5-8.
- Калаур, І. Р. До питання про механізм правового регулювання договірних відносин найму (оренди) майна [Текст] / І. Р. Калаур // Формування правової держави в Україні: проблеми і перспективи: матеріали XII Всеукр. наук.-практ. конф. [ТНЕУ, 9 квіт. 2010 р.]. — Тернопіль: Вектор, 2010. — С. 199—203.
- Калаур, І. Р. До питання про оренду конструктивних елементів будівлі (капітальної споруди) [Текст] / І. Р. Калаур // Актуальні проблеми приватного права: матеріали Міжнар. наук.-практ. конф. [Харків, 27 лют. 2015 р.]. — Х. : Право, 2015. — С. 114—117.
- Калаур, І. Р. До питання про передання майна у користування за договором найму [Текст] / І. Р. Калаур // Формування правової держави в Україні: проблеми і перспективи: зб. тез доп. наук. конф. [Тернопільський національний економічний університет, 19 квіт. 2013 р.]. — Тернопіль, 2013. — С. 90-92.
- Калаур, І. Р. До питання про правову природу права наймача [Текст] / І. Р. Калаур // Актуальні проблеми приватного права: матеріали Міжнар. наук.-практ. конф. [Харків, 28 лют. 2014 р.]. — Харків, 2014. — С. 137—139.
- Калаур, І. Р. До питання про правомочності наймача та їхню правову природу [Текст] / І. Р. Калаур // Проблеми цивільного права та процесу: матеріали наук.-практ. конф. [Харків, 7 черв. 2014 р.]. — Х. : Харківський національний університет внутрішніх справ, 2014. — С. 181—184.
- Калаур, І. Р. До питання про предмет договору найму (оренди) [Текст] / І. Р. Калаур // Актуальні проблеми юридичної науки: зб. тез Міжнар. наук. конф. «Дев'яті осінні юридичні читання» у 4-х ч. [Хмельницький, 12-13 листоп. 2010 р.]. — Хмельницький: В-во Хмельницького університету управління та права, 2010. — Ч. 3. — С. 113—114.
- Калаур, І. Р. До питання про строк як істотну умову договору найму [Текст] / І. Р. Калаур // Актуальні проблеми юридичної науки: зб. тез Міжнар. наук. конф. «Сьомі осінні юридичні читання» у 4-х ч. [Хмельницький, 28-29 листоп. 2008 р.]. — Хмельницький: В-во Хмельницького університету управління та права, 2008. — Ч. 3. — С. 121—122.
- Калаур, І. Р. До питання про цивільно-правові аспекти здійснення корпоративних прав [Текст] / І. Р. Калаур // Методологія приватного права: сучасний стан та перспективи розвитку: зб. матеріалів II Міжнар. наук.-практ. конф. [Київ, 22-23 трав. 2009 р.]. — Київ: НДІ приватного права і підприємництва АПрН України, 2009. — С. 199—203.
- Калаур, І. Р. Договір прокату: окремі питання правового регулювання [Текст] / І. Р. Калаур // Приватне право і підприємництво: зб. наук. праць. — К. : Науково-дослідний інститут приватного права і підприємництва Національної академії правових наук України, 2013. — Вип. 12. — С. 116—118.

Калаур, І. Р. Договір прокату: окремі питання правового регулювання [Текст] / І. Р. Калаур // Актуальні проблеми правознавства. — 2013. — Вип. 1(3). — С. 166—172.
- Калаур, І. Р. Договір у механізмі правового регулювання відносин з передання майна в користування [Текст] / Іван Романович Калаур // Актуальні проблеми правознавства. — 2016. — Вип. 1. — С. 114—118.
- Калаур, І. Р. Договір у механізмі правового регулюваннявідносин з передання майна в користування / І. Р. Калаур // Актуальні проблеми правознавства. — 2016. — Вип. 1. — С. 114—118.
- Калаур, І. Р. Заміна наймача (орендаря) у договорі найму (оренди): окремі аспекти цивільно-правового регулювання [Текст] / І. Р. Калаур // Часопис цивілістики: наук.-практ. журнал. — 2014. — Вип. 16. — С. 122—126.
- Калаур, І. Р. Заміна наймача у договорі оренди земельної ділянки [Текст] / І. Р. Калаур // Проблеми цивільного права та процесу: матеріали наук.-практ. конф. [Харків, 30 трав. 2015 р.]. — Х. : Харківський національний університет внутрішніх справ, 2015. — С. 147—150.
- Калаур, І. Р. Здійснення корпоративних прав: загальнотеоретичні аспекти [Текст] / І. Р. Калаур // Вісник Одеського національного університету. Сер. Правознавство. — 2011. — Т. 16. — Вип. 3. — С. 15-20.
- Калаур, І. Р. Здійснення корпоративних прав: загальнотеоретичні аспекти [Текст] / І. Р. Калаур, Б. М. Гурневич // Актуальні проблеми правознавства. — 2011. — Вип. 1. — С. 270—277.
- Калаур, І. Р. Зміна та розірвання договору найму (оренди): окремі аспекти цивільно-правового регулювання [Текст] / І. Р. Калаур // Актуальні проблеми цивільного, житлового та сімейного законодавства: матеріали Міжнар. наук.-практ. конф. [Харків, 16 берез. 2012 р.]. — Нац. ун-т «Юрид. акад. України ім. Ярослава Мудрого». — Х. : Право, 2012. — С. 163—166.
- Калаур, І. Р. Конкуренція позову про застосуваннянаслідківнедійсності угоди та віндикаційного позову за новим Цивільним кодексом України [Текст] / І. Р. Калаур // Актуальні проблеми вдосконалення чинного законодавства: зб. наук. статей. — Івано-Франківськ, 2003. — Вип. 11. — С. 116—121.
- Калаур, І. Р. Межі зміни договірного зобов'язання з передання майна у користування: окремі цивільно-правові аспекти [Текст] / І. Р. Калаур // Ученые записки Таврического национального университета им. В. И. Вернадского. Сер. Юридические науки. — 2013. — Т. 26(65), № 2-2. — С. 114—120.
- Калаур, І. Р. Окремі аспекти застосування норм цивільного і господарського кодексів України та норм спеціальних законодавчих актів для правого регулювання відносин найму (оренди) [Текст] / І. Р. Калаур // Актуальні проблеми вдосконалення чинного законодавства України: зб. наук. статей. — Івано-Франківськ: Прикарпатський національний університет ім. В. Стефаника, 2011. — Вип. 25. — С. 99-102.
- Калаур, І. Р. Окремі аспекти застосування норм цивільного й господарського кодексів України та норм спеціальних законодавчих актів для правового регулювання відносин найму (оренди) [Текст] / І. Р. Калаур // Актуальні проблеми вдосконалення чинного законодавства України. — 2010. — Вип. 25. — С. 99-102.
- Калаур, І. Р. Окремі аспекти звільнення від відповідальності у зобов'язаннях про передання майна у користування [Текст] / І. Р. Калаур // Матвєєвські читання: звільнення від цивільно-правової відповідальності у сучасних реаліях: матеріали Міжнар. наук.-практ. конф. [Київ, 20 листоп. 2015 р.]. — К. : ТОВ Білоцерківдрук, 2015. — С. 72-73.
- Калаур, І. Р. Окремі аспекти систематизації договорів, за якими майно передається в користування [Текст] / І. Р. Калаур // Право і суспільство: міжнар. журнал. — Івано-Франківськ: Фоліант, 2015. — Вип. 1. — С. 90-101.
- Калаур, І. Р. Організаційні (особисті) права учасників корпорації [Текст] / І. Р. Калаур // Формування правової держави в Україні: проблеми і перспективи: матеріали XI Всеукр. наук.-практ. конф. [ТНЕУ, 24 квіт. 2009 р.]. — Тернопіль: Вектор. — 2010. — С. 141—143.
- Калаур, І. Р. Передання майна у користування за участю особи, уповноваженої на укладання договору найму (оренди) [Текст] / І. Р. Калаур // Приватне право і підприємництво: зб. наук. праць. — К. : Науково-дослідний інститут приватного права і підприємництва ім. акад. Ф. Г. Бурчака Національної академії правових наук України, 2014. — Вип. 13. — С. 116—119.
- Калаур, І. Р. Повернення майна наймодавцю: окремі аспекти правового регулювання [Текст] / І. Р. Калаур // Право і суспільство. — 2015. — № 2. — С. 79-85.
- Калаур, І. Р. Поняття договору найму у Стародавньому Римі та актах кодифікації цивільного законодавства на українських землях [Текст] / І. Р. Калаур // Часопис Академії адвокатури України: електрон. фахове вид. — 2013. — № 3(20). — С. 1-7.
- Калаур, І. Р. Поняття підприємницького договору в контексті Цивільного та Господарського кодексів України [Текст] / І. Р. Калаур // Проблеми вдосконалення правового забезпечення прав та основних свобод людини і громадянина: матеріали Всеукр. міжвуз. наук. конф. молод. вчен. та аспірантів [Івано-Франківськ, 20 квіт. 2007 р.]. — Івано-Франківськ, 2007. — С. 143—147.
- Калаур, І. Р. Правова природа відносин користування частиною будівлі (капітальної споруди) [Текст] / І. Р. Калаур // Scientific Letters of Academic society of Michal Baludansky. — 2014. — Vol. 2. — № 6. — Р. 10-14.
- Калаур, І. Р. Правова природа договору оренди земельної частки (паю) [Текст] / І. Р. Калаур, А. Д. Федунів // Актуальні проблеми реформування земельних, екологічних, аграрних та господарських правовідносин в Україні: зб. наук. праць Міжнар. наук.-практ. конф. [Хмельницький, 14-15 трав. 2010 р.]. — Хмельницький: Видавництво Хмельницького університету управляння та права, 2010. — С. 282—285.
- Калаур, І. Р. Правова природа договору оренди робочого місця [Текст] / І. Р. Калаур // Україна в умовах реформування правової системи: сучасні реалії та міжнародний досвід: матеріали Міжнар. наук.-практ. конф. [Тернопіль, 8-9 квіт. 2016 р.]. — Тернопіль: Економічна думка, 2016. — С. 283—285.
- Калаур, І. Р. Правова природа договору позички як підстави виникнення права на безоплатне користування річчю [Текст] / І. Р. Калаур // Jurnalul juridic national: Teorie si Practica. — 2014. — № 6(10) — Р. 127—132.
- Калаур, І. Р. Правові наслідки невиконання наймачем обов'язку вносити плату за користування майном [Текст] / І. Р. Калаур // Науковий вісник Міжнародного гуманітарного університету. Сер. Юриспруденція. — 2014. — Т. 1. — № 10-2. — С. 175—179.
- Калаур, І. Р. Правові наслідки порушення наймачем обов'язку щодо користування річчю, переданою у найм [Текст] / І. Р. Калаур // Науковий вісник Ужгородського національного університету. Сер. Право. — 2013. — Т. 1, ч. 1, вип. 22. — С. 151—154.
- Калаур, І. Р. Правові наслідки порушення наймодавцем обов'язків щодо передання речі у користування [Текст] / І. Р. Калаур // Науковий вісник Ужгородського національного університету. Сер. Право. — 2013. — Т. 1, ч. 2, вип. 23. — С. 133—137.
- Калаур, І. Р. Принцип належного виконання договірних зобов'язань через призму виконання зобов'язань про передачу майна [Текст] / І. Р. Калаур // Науковий вісник Херсонського державного університету. Сер. Юридичні науки. — 2013. — Т. 1. — Вип. 3. — С. 84-86.
- Калаур, І. Р. Про окремі новели змін до законодавчих актів України щодо оренди державного та комунального майна [Текст] / І. Р. Калаур // Правові та економічні передумови участі суб'єктів публічного права в приватних відносинах: загальнодержавні та регіональні аспекти: зб. матеріалів Міжнар. наук.-практ. конф. [Кіровоград, 9-10 груд. 2011 р.]. — К. : НДІ приватного права і підприємництва НАПрН України, 2011. — С. 53-55.
- Калаур, І. Р. Розірвання та відмова від договору найму(оренди) майна: окремі цивільно-правові аспекти [Текст] / І. Р. Калаур // Актуальні проблеми правознавства. — 2012. — Вип. 1(2). — С. 148—152.
- Калаур, І. Р. Свобода договору як прояв диспозитивності в регулюванні корпоративних відносин [Текст] / І. Р. Калаур // Корпоративні правочини: зб. наук. праць Всеукр. наук.-практ. конф. [Івано-Франківськ, 27-28 верес. 2013 р.]. — НДІ приватного права і підприємництва ім. акад. Ф. Г. Бурчака НАПрН України: Івано-Франківськ, 2013. — С. 52-57.
- Калаур, І. Р. Спадковий договір: оцінка правової природи [Текст] / І. Р. Калаур // Проблеми вдосконалення правового забезпечення прав та основних свобод людини і громадянина в Україні: матеріали Всеукр. міжвуз. наук. конф. молод. вчен. та аспірантів [Івано-Франківськ, 28 квіт. 2006 р.]. — Івано-Франківськ, 2006. — С. 169—172.
- Калаур, І. Р. Співвідношення юридичних категорій «неукладений договір» та «недійсний договір» в спектрі аналізу норм нового Цивільного кодексу України [Текст] / І. Р. Калаур // Сучасні проблеми адаптації законодавства до стандартів Європейського Союзу: матеріали I Міжнар. наук.-метод. конф. — Львів, 2006. — Вип. 1. — С. 175—179.
- Калаур, І. Р. Способи, підстави та порядок розірвання договору найму (оренди): окремі аспекти цивільно-правового регулювання [Текст] / І. Р. Калаур // Приватноправове регулювання суспільних відносин: традиції, сучасність, перспектива: матеріали Міжнар. наук.-практ. конф. [Одеса, 19-20 квіт. 2012 р.]. — К. : ТОВ Білоцерківдрук, 2013. — С. 284—286.
- Калаур, І. Р. Справедливість як об'єктивна основа здійснення та захисту цивільних прав [Текст] / І. Р. Калаур, І. В. Зайцева-Калаур // Україна в умовах реформування правової системи: сучасні реалії та міжнародний досвід: матеріали II Міжнар. наук.-практ. конф. [Тернопіль, 21-22 квіт. 2017 р.]. — Тернопіль: Економічна думка, 2017. — С. 135—138.
- Калаур, І. Р. Строк користування майном як істотна умова договору найму (оренди) [Текст] / І. Р. Калаур // Актуальні проблеми вдосконалення чинного законодавства України: зб. наук. статей. — Івано-Франківськ, 2009. — Вип. 21. — С. 109—113.
- Калаур, І. Р. Сучасні тенденції щодо форми заповіту [Текст] / І. Р. Калаур // Приватне право і підприємництво. — 2016. — Вип. 16. — С. 76-79.
- Калаур, І. Р. Цивільний кодекс України — основне інституційне джерело регулювання відносин найму (оренди) [Текст] / І. Р. Калаур // Науковий вісник Херсонського державного університету. Сер. Юридичні науки. — 2014. — Т. 3. — Вип. 5-2. — С. 43-46.
- Калаур, І. Справляння з наймача плати за користування майном: окремі аспекти правового регулювання [Текст] / Іван Калаур // Юридична Україна. — 2015. — № 2. — С. 26-32.
- Калаур, І. Участь у загальних зборах товариства: вітчизняний та європейський досвід [Текст] / І. Калаур // Адаптація корпоративного законодавства України до права Європейського Союзу: матеріали Міжнар. наук.-практ. конф. [Івано-Франківськ, 30 верес. — 1 жовт. 2016 р.]. — НДІ приватного права і підприємництва ім. акад. Ф. Г. Бурчака НАПрН України: Івано-Франківськ, 2016. — С. 105—109.
- Калаур, І. Форма заповіту в інформаційному суспільстві [Текст] / І. Калаур // Приватне право України і європейська інтеграція: тенденції і перспективи: матеріали VI Міжнар. цивілістичн. форуму [Київ, 14-15 квіт. 2016 р.]. — К. : ТОВ Білоцерківдрук, 2016. — С. 79-81.

Особливості професійної мотивації студентів-юристів [Текст] / І. Р. Калаур, В. М. Слома, О. Б. Гнатів // Наука і освіта. — 2017. — № 9. — С. 94-99.

### Книги
- Prawo handlowe Ukrainy [Tekst]: monografia / Valentyna Vqasylieva, Oleksandr Kovalyshyn, Liliana Sishchuk ; pod redakcja prof. Valentyny Vqasylievoji. — Ivano-Frankowsk, 2017. — 286 z.

- Здійснення та захист корпоративних прав в Україні (цивільно-правові аспекти) [Текст]: монографія / І. Р. Калаур, В. А. Васильєва, І. Б. Саракун, В. В. Луць [та ін.] ; за заг. ред. В. В Луця. — Тернопіль: Підручники і посібники, 2007. — 320 с.

- Калаур, І. Р. Договірні зобов'язання з передання майна в користування: проблеми теорії та практики [Текст]: монографія / І. Р. Калаур. — Тернопіль: Підручники і посібники, 2014. — 480 с.

- Калаур, І. Р. Спадкове право [Текст]: навч.-метод. матеріали / І. Р. Калаур, О. Б. Гнатів. — Тернопіль: ТНЕУ, 2015. — 22 с.

- Кейсові завдання з дисциплін «Цивільне право» [Текст]: практикум / В. М. Слома, О. Б. Гнатів, В. І. Микитин [та ін.]. — Тернопіль: ТНЕУ, 2017. — 130 с.

- Кодифікація цивільного законодавства на українських землях [Текст] = The Codification of Civil Legislation within the Ukrainian Lands / уклад. І. Р. Калаур, О. І. Гуменюк, І. В. Зайцева-Калаур [та ін.] ; за ред. Р. О. Стефанчука, М. О. Стефанчука. — К. : Правова єдність, 2009. — Т. 1. — 1168 с.

- Кодифікація цивільного законодавства на українських землях [Текст] = The Codification of Civil Legislation within the Ukrainian Lands / уклад. І. Р. Калаур, О. І. Гуменюк, І. В. Зайцева-Калаур [та ін.] ; за ред. Р. О. Стефанчука, М. О. Стефанчука. — К. : Правова єдність, 2009. — Т. 2. — 1240 с.

- Корпоративне право [Текст]: навч.-метод. матеріали / уклад. І. Р. Калаур, Н. С. Бутрин-Бока. — Тернопіль: ТзОВ «Терно-граф», 2012. — 44 с.

- Корпоративне право [Текст]: навч.-метод. матеріали / уклад. І. Р. Калаур, Н. С. Бутрин-Бока. — Тернопіль: ТНЕУ, 2016. — 64 с.

- Корпоративне право [Текст]: опорн. консп. лекцій / уклад. І. Р. Калаур, Н. С. Бутрин-Бока. — Тернопіль: ТНЕУ, 2017. — 191 с.

- Корпоративне право Польщі та України [Текст]: монографія / за ред. проф. В. А. Васильєвої. — Івано-Франківськ: ДВНЗ «Прикарпат. нац. ун-т ім. Василя Стефаника», 2016. — 377 с. — Із змісту: Калаур, І. Р. Повне товариство. — С. 312—318 ; Командитне товариство. — С. 322—326.

- Корпоративне право України [Текст]: підручник / В. В. Луць, В. А. Васильєва, О. Р. Кібенко, І. В. Спасибо-Фатєєва [та ін.] ; за заг. ред. В. В. Луця. — К. : Юрінком Інтер, 2010. — 384 с.

- Корпоративне право України: проблеми теорії та практики [Текст]: монографія / В. А. Васильєва, А. В. Зеліско, В. В. Луць, І. Б. Саракун, [та ін.] ; за заг. ред. проф. В. А. Васильєвої. — Івано-Франківськ: Супрун В. П., 2017. — 612 с.

- Методичні матеріали для вивчення дисципліни «Оцінка прав інтелектуальної власності» [Текст]: метод. вказівки / уклад. І. Р. Калаур, М. В. Дишкант. — Тернопіль: Вектор, 2006. — 36 с.

- Навчально-методичні матеріали для студентів п'ятого курсу «Житлове право» [Текст]: навч.-метод. матеріали / уклад. І. Р. Калаур, Л. В. Шкварок. — Тернопіль: ТНЕУ, 2009. — 40 с.

- Окремі види договорів у сучасному законодавстві України [Текст]: кол. монограф. / за заг. ред. О. С. Кізлової, О. С. Кужко, Л. В. Діденко [та ін.]. — Одеса: Айс-Принт, 2017. — 501с.

- Особливості захисту суб'єктивних цивільних прав [Текст]: монографія / І. Р. Калаур, В. В. Проценко, М. К. Галянтич [та ін.] ; за заг. ред. О. Д. Крупчана та В. В. Луця. — К. : НДІ приватного права і підприємництва НАПрН України, 2012. — 400 с.

- Особливості здійснення суб'єктивних прав учасниками цивільних відносин [Текст]: монографія / І. Р. Калаур, О. В. Дзера, М. К. Галянтич, В. В. Луць [та ін.] ; за заг. ред. В. В Луця. — К. : НДІ приватного права і підприємництва НАПрН України, 2011. — 320 с.

- Охорона прав суб'єктів корпоративних відносин [Текст]: монографія / В. В. Луць, В. А. Васильєва, О. М. Вінник [та ін.] ; за заг. ред. В. В Луця, 2013. — 194 с.

- Підготовка та захист магістерських робіт зі спеціальності : 8.000002 «Інтелектуальна власність» [Текст]: метод. вказівки / уклад. І. Р. Калаур, М. В. Дишкант. — Тернопіль: Вектор, 2006. — 36 с.

- Право інтелектуальної власності. Практикум [Текст]: навч. посіб. / І. Р. Калаур, Н. Б. Москалюк, І. В. Зайцева-Калаур, Р. В. Якубовський ; за ред. Н. Б. Москалюк. — Тернопіль: ТНЕУ, 2011. — 216 с.

- Правове регулювання відносин власності в Україні [Текст]: навч. посіб. / В. М. Слома, І. С. Лукасевич-Крутник, І. О. Гелецька [та ін.] ; за заг. ред. І. Р. Калаура, В. М. Сломи. — Тернопіль: Вектор, 2011. — 122 с.

- Розпорядження правами інтелектуальної власності та їх захист [Текст]: навч.-метод. матеріали / уклад. І. Р. Калаур, І. В. Зайцева-Калаур. — Тернопіль: Вектор, 2011. — 60 с.

- Розробка механізму правового регулювання договірних відносин у підприємницькій діяльності [Текст]: монографія / І. Р. Калаур, О. В. Дзера, Р. А. Майданик, В. В. Луць [та ін.] ; за заг. ред. В. В Луця. — К. : НДІ приватного права і підприємництва НАПрН України, 2009. — 300 с.

- Стабільність цивільного обороту в Україні: проблеми забезпечення [Текст]: зб. наук. праць / О. А. Беляневич, І. Е. Берестова, В. І. Бобрик [та ін.] ; за ред. О. А. Беляневич. — К. : НДІ приватного права і підприємництва ім. акад. Ф. Г. Бурчака НАПрН України, 2013. — 220 с. — Із змісту: Калаур, І. Р. Виконання договірних зобов'язань про передання майна у тимчасове користування / І. Р. Калаур. — С. 118—141.

- Цивільне право (особлива частина) [Текст]: навч.-метод. матеріали / уклад. І. Р. Калаур, В. М. Микитин. — Тернопіль: ТНЕУ, 2015. — 96 с.